# 希赫利伊夫卡
50°13′12″N 29°13′40″E / 50.22000°N 29.22778°E
希格利伊夫卡（烏克蘭語：Щигліївка）是烏克蘭北部的村莊，隸屬日托米爾州的日托米爾區。該村始建於1783年，面積1.29平方公里，海拔高度191米，2001年人口255，人口密度每平方公里197.22人。